# Milacidae
Milacidae is een familie van weekdieren uit de klasse van de Gastropoda (slakken).

## Geslachten
- Milax Gray, 1855
- Tandonia Lessona & Pollonera, 1882

## In Nederland waargenomen soorten
- Genus: Milax
  - Milax gagates - (Zwarte kielnaaktslak)
  - Milax nigricans - (Siciliaanse kielnaaktslak)
- Genus: Tandonia
  - Tandonia budapestensis - (Slanke kielnaaktslak)
  - Tandonia rustica - (Gestippelde kielnaaktslak)
  - Tandonia sowerbyi - (Gele kielnaaktslak)